# تیپ ۲۵ تکاور

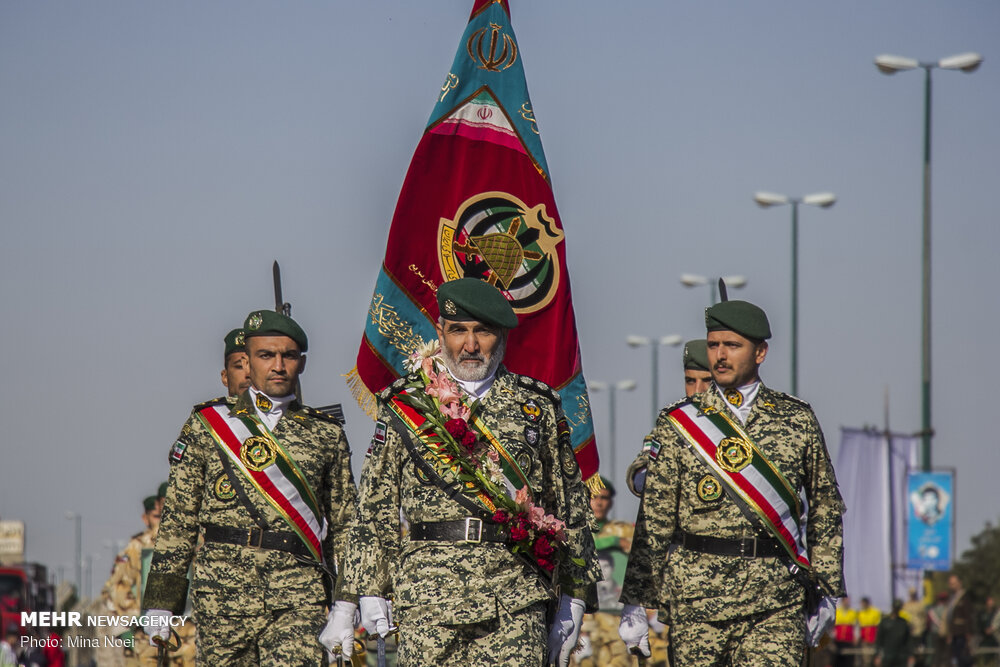
رژه نیروهای تیپ ۲۵ نیرو مخصوص واکنش سریع به‌مناسبت سالگرد جنگ ایران و عراق در سال ۱۳۹۸، تبریز

تیپ ۲۵ تکاور یا تیپ ۲۵ نیرو مخصوص واکنش سریع از تیپ‌های تکاوری نیرو مخصوص نیروی زمینی ارتش جمهوری اسلامی ایران است، که ستاد فرماندهی آن در شهر تبریز، استان آذربایجان شرقی مستقر می‌باشد. تیپ ۲۵ تکاور در خلال جنگ ایران و عراق از یگان‌های عمل‌کننده ارتش جمهوری اسلامی ایران بود. هم‌اکنون سرتیپ‌دوم علی دلاور فرماندهی تیپ ۲۵ تکاور را برعهده دارد.

## عملیات نصر ۹
این عملیات اول آذر ماه سال ۱۳۶۶ در منطقه «اربیل» به مدت سه روز اجرا شد و در سوم آذرماه با موفقیت به پایان رسید. در این عملیات گردان‌های «۱۰۹»، «۱۱۷»، «۱۳۲»و «۱۹۸» از لشکر ۶۴ پیاده ارومیه و گردان «۷۹۵» از تیپ ۲۵ تکاور، با پشتیبانی یگان‌های توپخانه و هوانیروز ارتش شرکت داشتند.
آزادسازی تپه شهدا در حمله اولیه توسط نیروهای ارتش ایران، کشته و زخمی شدن حدود ۱۸۰۰ نفر از عراقی‌ها به همراه ۸۰ نفر از اعضای سازمان مجاهدین خلق و اسارت ۱۰۰ نفر از آنها، انهدام ۳ دستگاه تانک و نفربر، ۱۹ عراده توپ، ۱۰ قبضه خمپاره‌انداز، ۶۰ دستگاه خودرو و بیش از ۴۵۰ قبضه انواع سلاح‌های سبک به همراه ۶ انبار مهمات از عراق و به غنیمت درآمدن جنگ‌افزار سبک و سنگین، وسایل مخابراتی و مقادیری از انواع مهمات از جمله دستاوردهای این عملیات به شمار می‌آید.

## رزمایش فاتحان خیبر
نیروی زمینی ارتش ایران، هشتم مهر ۱۴۰۰، رزمایش «فاتحان خیبر» را در شمال غربی ایران و مناطق مرزی همجوار با گذرگاه‌های مرزی بین ارمنستان و آذربایجان، همچنین مناطق مرزی با جمهوری خودمختار نخجوان اجرا کرد.
تجهیزات زرهی اعزامی به شمال غرب ایران جهت شرکت در رزمایش فاتحان خیبر متعلق به تیپ ۱۱۶ پیاده مکانیزه قزوین، تیپ ۲۱۶ زرهی زنجان و تیپ ۳۱۶ زرهی همدان بودند. علاوه بر این سه تیپ، در رزمایش فاتحان خیبر، تیپ ۲۵ نیروی مخصوص نیز شماری از اقلام زرهی‌اش را جهت شرکت در رزمایش به شمال غرب ایران اعزام کرده بود، همچنین در این رزمایش گروه ۱۱ توپخانه، گروه ۴۳۳ مهندسی رزمی و هوانیروز ارتش نیز حضور داشتند.

## ادوات نظامی
ادوات نظامی چون خمپاره انداز ۱۲۰ میلی‌متری، خمپاره انداز ۸۱ میلی‌متری، خمپاره انداز ۶۰ میلی‌متری، راکت ۱۰۷ میلی‌متری، SPG، توپ ۱۰۶ میلی‌متری در تیپ ۲۵ تکاور بکار برده می‌شود.

## انتقال از پسوه به تبریز
تیپ ۲۵ تکاور در سال ۱۳۹۷ به تبریز منتقل شد و محل استقرار فعلی آن در منطقه مایان، تبریز می‌باشد. هم‌اکنون تیپ ۲۵ تکاور، تنها یگان نیرو مخصوص در شمال غربی کشور می‌باشد.

## سطح آمادگی
از لحاظ آمادگی این تیپ در سطح بسیار بالایی قرار دارد و با رزمایش‌ها (آزمایش گردان)، ورزش‌های تکاوری، رزم شبانه، آموزش‌های عمومی نظامی و آموزش‌های تخصصی ادوات نظامی و بازدیدهای سلسله مراتب که به‌طور مرتب و برنامه‌ریزی شده صورت می‌گیرد، این آمادگی روز به روز ارتقا می‌یابد.